# Misumenops nepenthicola
Misumenops nepenthicola ist eine Spinnenart aus der Familie der Krabbenspinne (Thomisidae). Die Art kommt auf Borneo und in Singapur vor. 

## Beschreibung
Der Vorderkörper (Prosoma) ist hellrot, der Hinterkörper (Opisthosoma) ist dunkler rot. Beide Geschlechter erreichen eine Länge von etwa 6 mm. 

## Lebensweise

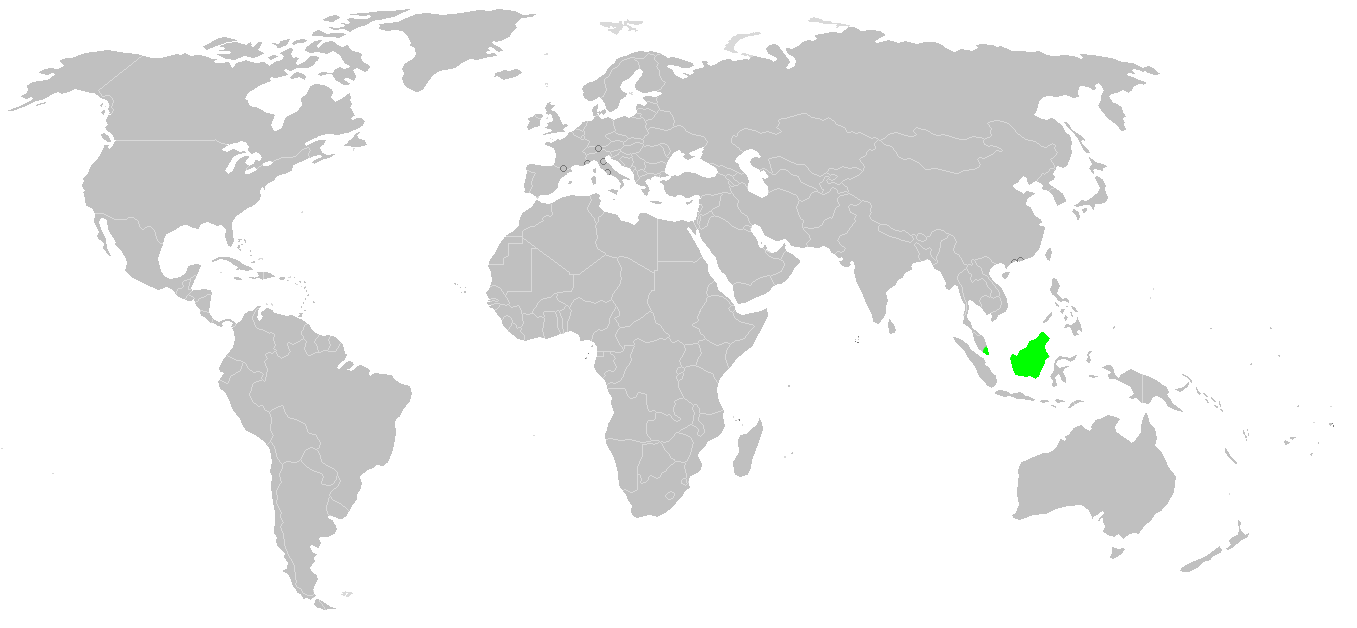
Verbreitungskarte von Misumenops nepenthicola

Die Art lebt ausschließlich in Kannenpflanzen (Nepenthes sp.). Bis vor einigen Jahren ging man davon aus, dass sich die Spinne ausschließlich in den Kannen direkt unterhalb des Randes aufhält und dort Insekten fängt, die von den von der Pflanze abgegebenen zuckerhaltigen Sekreten angelockt werden.
Bei Untersuchungen mit spezieller Optik wurde jedoch festgestellt, dass M. nepenthicola auch in der Fangflüssigkeit jagt. Zur Atmung an die Wasseroberfläche kommende Mückenlarven werden dort mit den ersten Beinpaaren ergriffen, mit den ins Wasser hängenden Beinen herausgefangen oder tauchend erbeutet. Die Spinne versteckt sich bei Bedrohung in den Beuteresten am Boden der Kanne, jagt dort aber auch Mückenlarven, die sich dort zwischen den Beuteresten aufhalten. Die Beutereste werden von der Spinne mit den Beinen aufgewirbelt und die aufgescheuchten Mückenlarven dann gefangen. 
Schließlich nutzt die Spinne die Pflanze auch, um gefahrlos zu große und gefährliche Beutetiere wie große Weberameisen fressen zu können. Die Spinne registriert offenbar anhand der Vibrationen in die Fangflüssigkeit gefangene Weberameisen und deren Todeskampf bis zum Ertrinken. Nachdem die Ameise ertrunken und auf den Boden gesunken ist, wartet die Spinne etwa 10 Minuten. Dann taucht die Spinne in die Fangflüssigkeit und kehrt wenig später mit der Ameise in den Fangbeinen wieder an die Wasseroberfläche zurück. Dieses Verhalten ist auch insofern bemerkenswert, als dass die Spinne offensichtlich das nicht mehr sichtbare Beutetier im Gedächtnis behält.
Um nicht wie die Beuteinsekten an den glatten Innenwänden der Kanne abzurutschen und in die Fangflüssigkeit zu fallen, errichtet die Spinne an den Innenwänden der Kanne ein Netz aus Sicherheitsfäden.